# Xerosecta arigonis
Xerosecta arigonis is een slakkensoort uit de familie van de Hygromiidae. De wetenschappelijke naam van de soort is voor het eerst geldig gepubliceerd in 1853 door A. Schmidt.